# Plaza Mayor de Villena

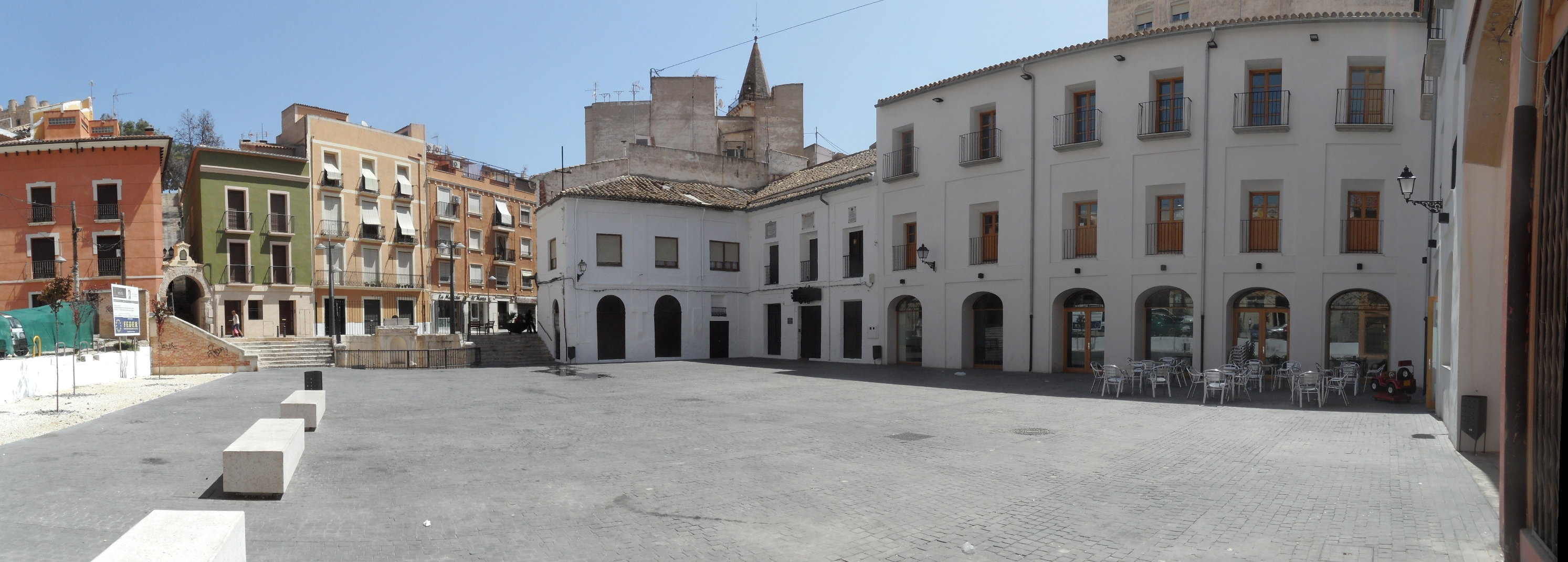
Panorámica de la plaza Mayor tras la remodelación de 2011

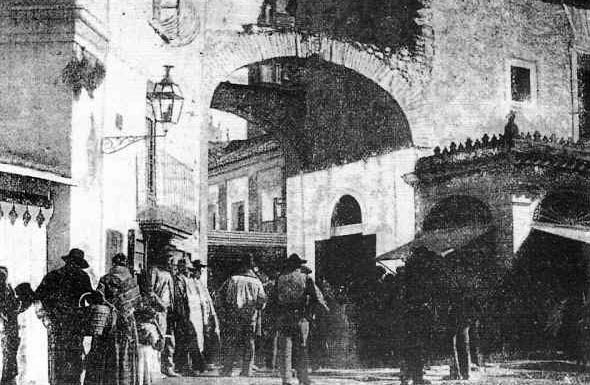
Plaza Mayor funcionando como mercado en 1896

La plaza Mayor de Villena está situada junto a la calle Mayor y sigue la tradición de las plazas mayores españolas. Urbanísticamente es el eje principal de comunicaciones entre el casco histórico y la ciudad moderna.

## Historia
La primera mención que se tiene de esa plaza se remonta al siglo XIV, aunque su formación supone un proceso que se produce con el paso del tiempo, hasta alcanzar su forma actual. Originalmente fue un espacio abierto que servía como lugar de reuniones al Concejo Municipal, hasta que en 1560 éste decide edificar en el ángulo norte de la plaza el Almudí, o lugar destinado al acopio de trigo del pósito, trasladándose simultáneamente las sesiones municipales a las llamadas Casas del Tesoro, en la plaza de Santiago.
En el siglo XVIII el ayuntamiento adquiere unas casas situadas en el centro de la plaza para su demolición cerrando, poco después, el ángulo sur. Del siglo XIX datan la fuente y alberca semicircular, así como diversas obras de embellecimiento y ornato. Así mismo, en 1888 se derribó la Torre del Orejón, que estaba situada en la calle Mayor, al extremo noroeste de la plaza.

## Protección
Está incoada como monumento perteneciente al Conjunto Histórico-Artístico del Casco Antiguo de Villena, aunque en 1977 se iniciaron trámites de desincoación para declararla Monumento Histórico-Artístico.